# Найдёнов, Григорий Артёмович
Григорий Артёмович Найдёнов (1915—2010) — советский офицер-миномётчик в Великой Отечественной войне, Герой Советского Союза (24.12.1943), Старший лейтенант.

## Биография
Родился 27 декабря 1915 года в селе Селиверстово, ныне Волчихинского района Алтайского края в семье крестьянина. Русский.
Окончил семь классов школы. Работал на родине в сельском хозяйстве, затем на строительстве завода в Усть-Каменогорске Восточно-Казахстанской области.
В ряды Красной Армии призван Кировским районным военкоматом города Новосибирска в 1937 году. Окончил школу младших командиров. Участник боёв у озера Хасан в 1938 году. В 1940 году окончил Владивостокское военное пехотное училище. Служил командиром взвода 349-го стрелкового полка 26-й стрелковой дивизии.
На фронтах Великой Отечественной войны с августа 1941 года, когда дивизия прибыла в полном составе на Северо-Западный фронт. Там участвовал в оборонительных боях и осенью 1941 года был тяжело ранен. Лечился в эвакогоспитале в Чебоксарах. После излечения и учёбы на курсах усовершенствования командного состава направлен командиром дивизиона в 9-й отдельный миномётный полк Резерва Главного Командования.
Командир дивизиона 120-миллиметровых миномётов 9-го отдельного миномётного полка РГК (40-я армия, Воронежский фронт) старший лейтенант Г. А. Найдёнов проявил особый героизм в ходе битвы за Днепр. Он во главе дивизиона одним из первых переправился через Днепр под ураганным огнём и непосредственно с берега открыл огонь по противнику, обеспечивая продвижение пехоты. Огнём дивизиона было отбито 3 немецких контратаки. В период с 10 сентября по 10 октября 1943 года в боях за город Белая Церковь (Киевская область) огнём дивизиона уничтожил 8 пулемётных точек, подавил 3 артиллерийские и миномётные батареи, уничтожил до роты гитлеровцев, отбил три атаки противника.
После получения звания Героя продолжил воевать на фронте, при освобождении Польши был тяжело ранен и контужен (это было уже четвёртое ранение). Победу встречал в госпитале. В августе 1946 года старший лейтенант Г. А. Найдёнов уволен в запас после получения второй группы инвалидности. 
С 1950 по 1975 годы работал на Каменском химкомбинате «Россия» в городе Каменск-Шахтинский Ростовской области. После ухода на пенсию жил в Каменске-Шахтинском.
Умер 29 сентября 2010 года после тяжёлой и продолжительной болезни на 95-м году жизни.

## Награды
- Звание Героя Советского Союза присвоено 24 декабря 1943 года.
- Орден Ленина (24.12.1943)
- Орден Отечественной войны 1-й степени (11.03.1985)
- Медали СССР.

## Память
- Почётный гражданин села Селиверстово.
- Бюст Героя установлен в селе Волчиха.
- Его имя увековечено на Мемориале Славы в Барнауле.
- В Парке Победы Каменска-Шахтинского Герою установлена мемориальная доска.

Мемориальная доска в Каменске-Шахтинском
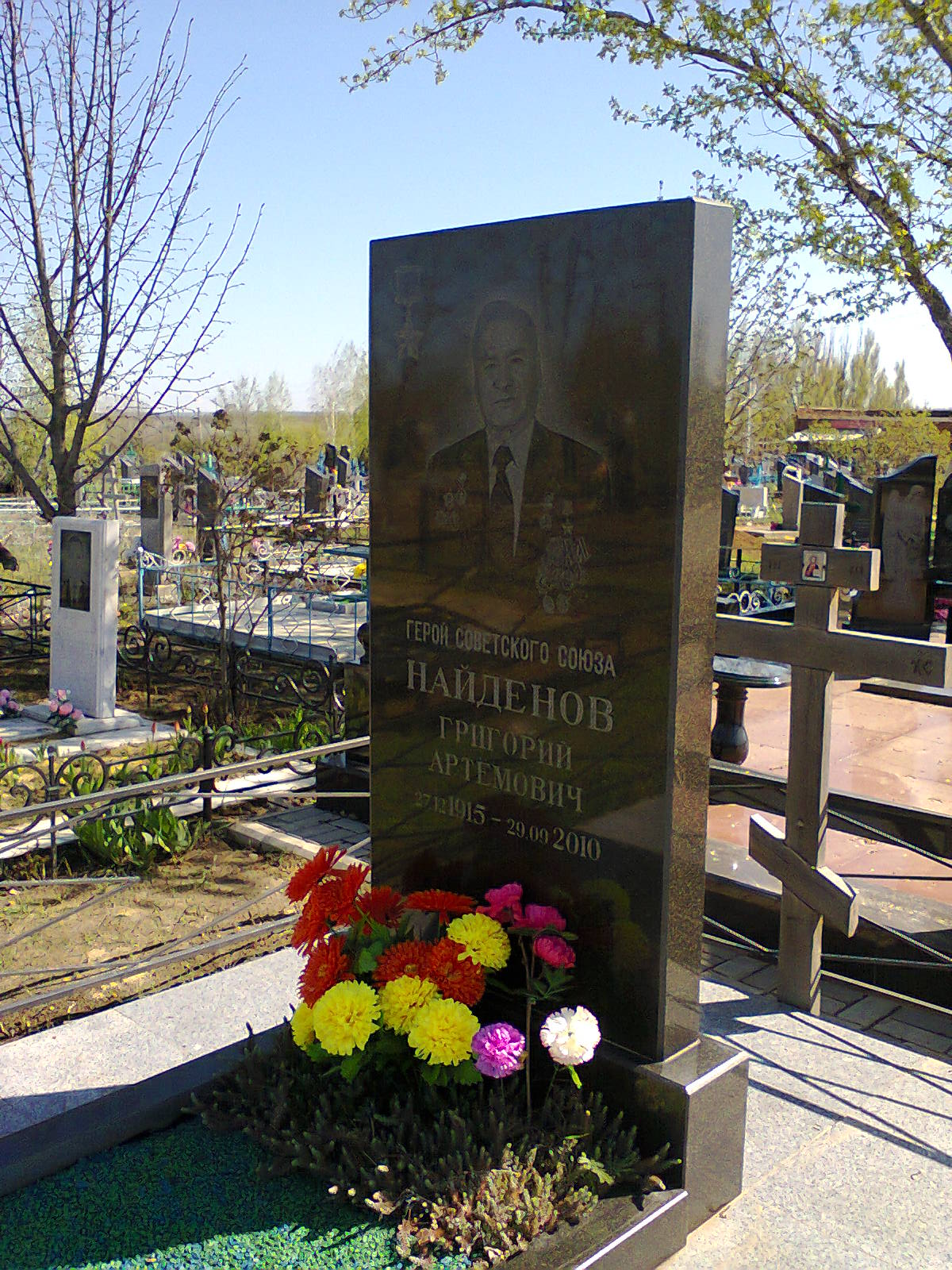
Надгробие в Каменске-Шахтинском